# Utkikstunna

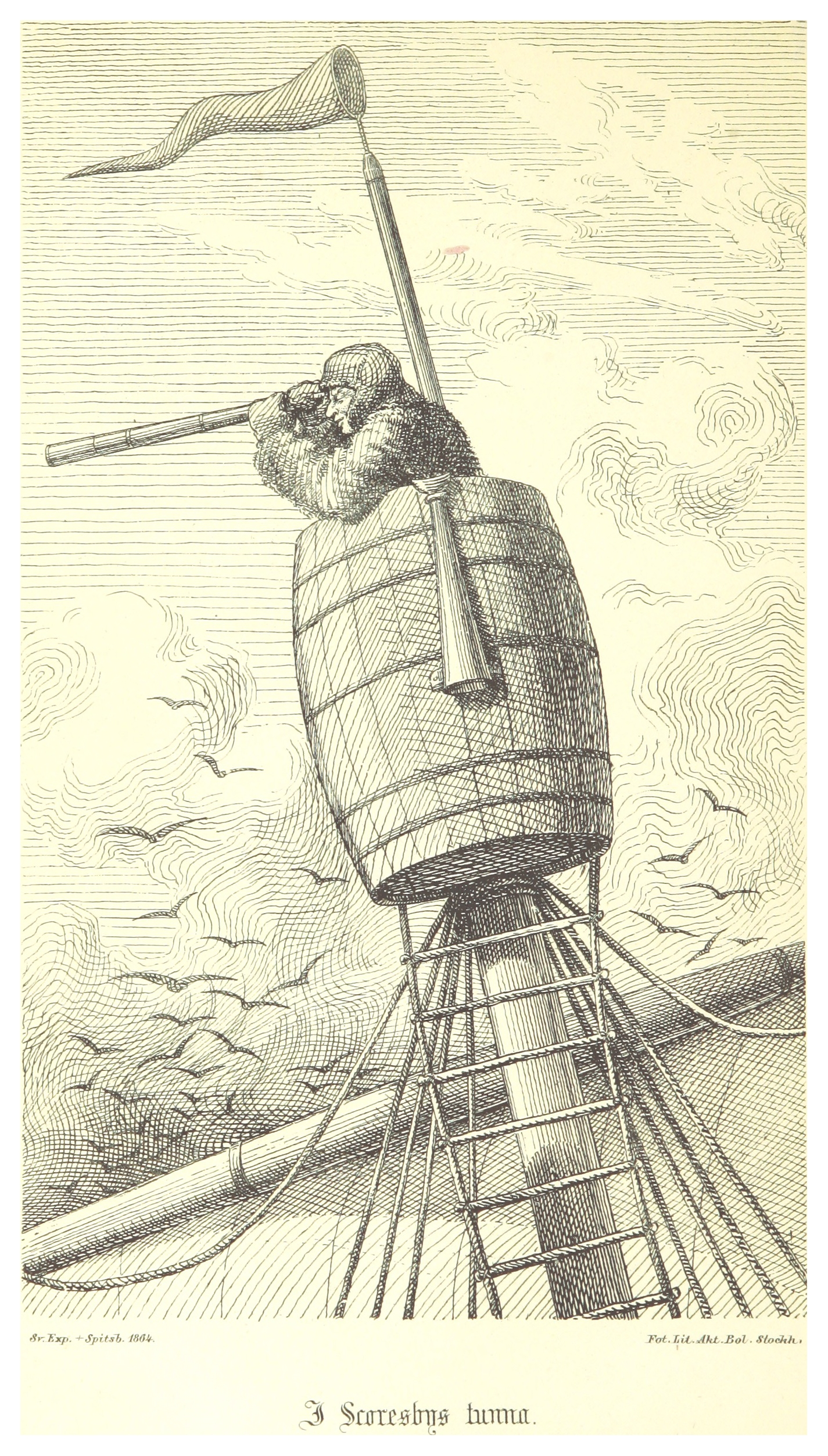
Utkikstunnan på skonaren Axel Thordsen under Svenska expeditioner till Spetsbergen och Jan Mayen 1864 med en utkik med tubkikare i en utkikstunna med vindstrut

En utkikstunna, eller mastkorg, är en i någon mån skyddad plattform, högt upp på ett fartygs förmast.
Under seglingens tidiga dagar var mastkorgen/utkikstunnan platsen för sjömän som var utkikar och fick rapportera iakttagelser om andra fartyg och landformationer till fartygets befäl. Valfångstfartyg har också varit utrustade med utkikstunnor för att spana efter utblås från valar. Utkikshöjden avgör sikten: från en plats två meter över vattenytan syns ett område med cirka fem kilometers radie och på tio meters höjd har radien ökat till cirka 12 kilometer.
Utsiktstunnor och -torn användes fortfarande på krigsfartyg under andra världskriget. Med hjälp av radar var det dock snart möjligt att lokalisera andra fartyg mycket lättare än med även den bästa utkikens ögon, särskilt vid dålig sikt, varför utkikstunnor avskaffades.

## Historik
De första avbildningarna av en mastkorg i Europa kom på 1000-talet på typer som holkar och koggar. Såvitt känt har de inte tidigare varit i bruk i andra delar av världen. Det första syftet var som en stridsplattform för en bågskytt eller spjutkastare, det andra som en utkikspost. Senare kom den också att spela en roll för att användas för hantering av seglen, som stöd för den stående riggen, toppmastarnas stag och för hantering av nödvändiga löprep som krävs för segling. 

## Bildgalleri

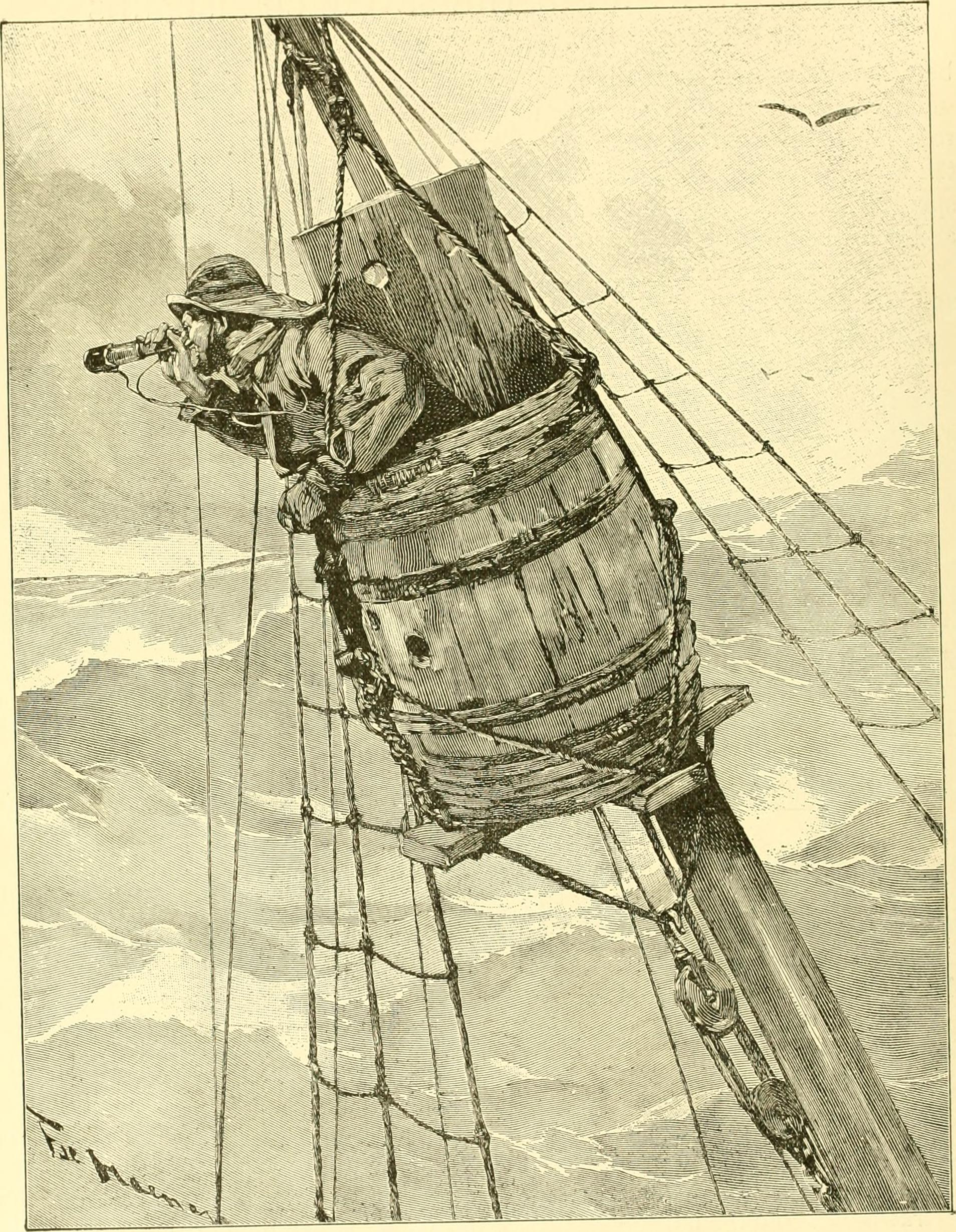
Utkik på valfångsfartyg. Teckning i amerikansk pojkbok från 1903.
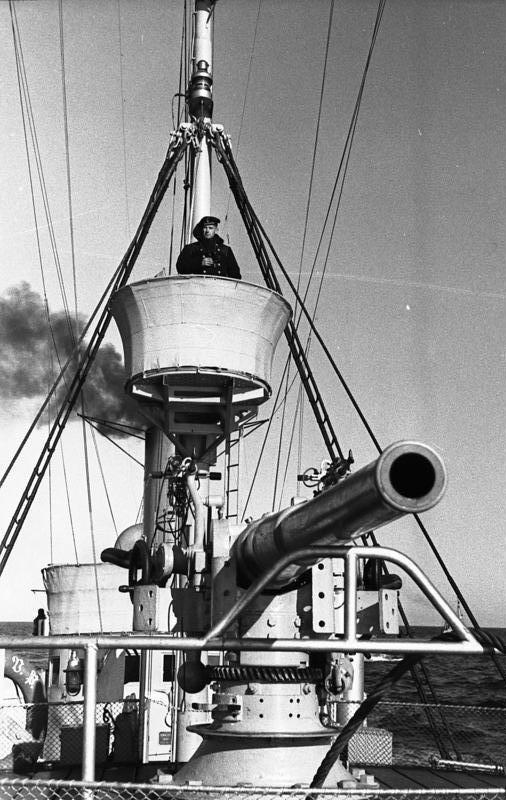
Utkik stående i ett "kråkbo" (tyska: "Krähennest") på ett tyskt patrullfartyg, 1939
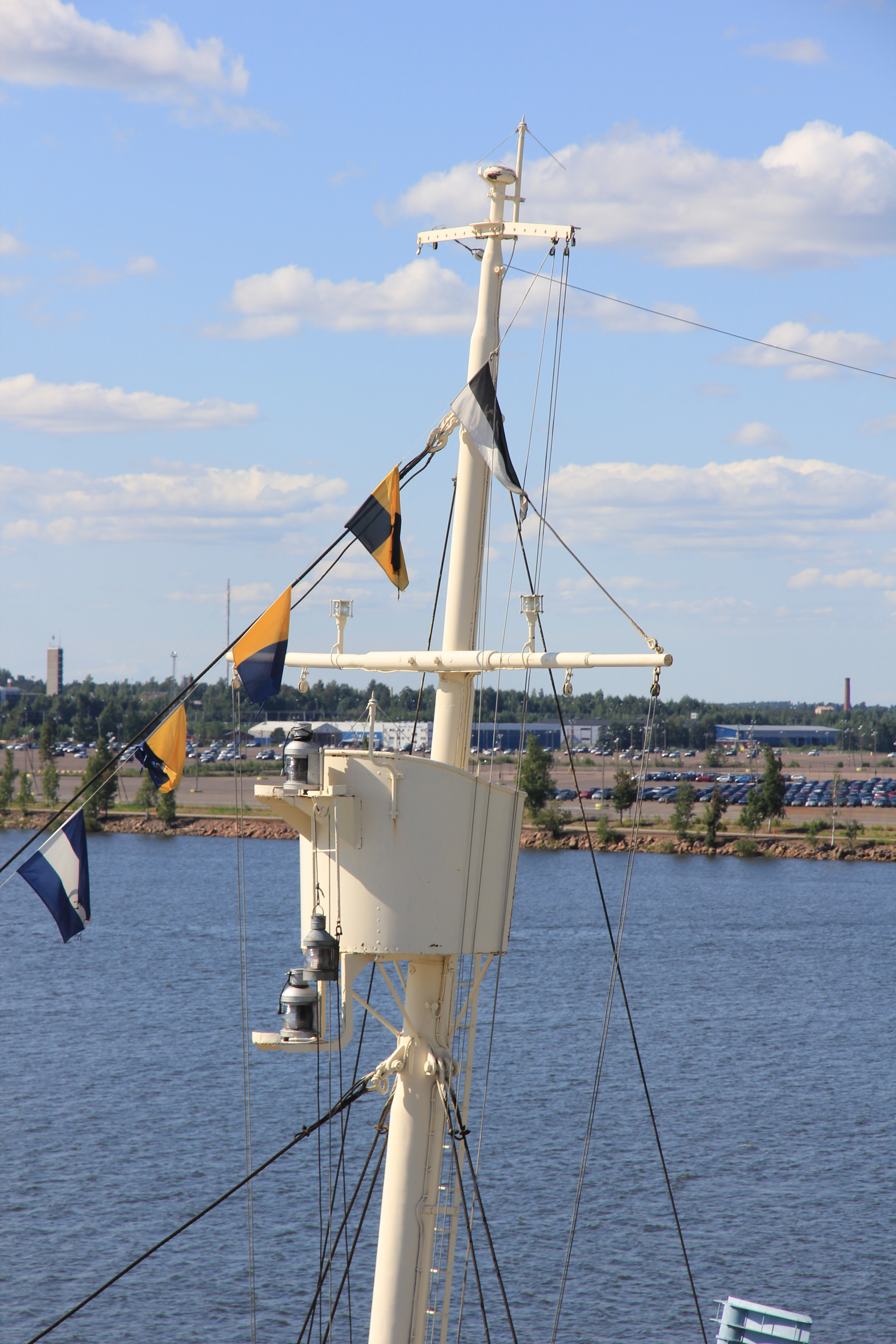
Utkikstunna på den finländska ångisbrytaren Tarmo på Maritimcentret Vellamo i Kotka